# 이만섭
이만섭(李萬燮, 1932년 2월 25일~2015년 12월 14일)은 대한민국의 언론인 출신의 정치인이다. 제6·7·10·11·12·14·15·16대 국회의원(8선 출신)으로, 제14대 국회와 제16대 국회에서는 각각 전반기 국회의장을 역임하였다. 특히 16대 국회에서는 국회법 관련 개정에 따라 첫 당적 없는 국회의장이 되었다. 호(號)는 청강(靑江)이다.

## 어린 시절
이만섭은 1932년 2월 25일에 경상북도 대구부 에서 태어났다. 대구 대륜중학교 4학년 때 약 1년간 김재규가 체육교사로 부임하여 사제인연을 맺은 적이 있다. 당시 김재규는 육사 2기 졸업후 임관하였다가 잠시 군을 떠나 있을 때였다. 당시 농구선수이자 학업성적도 우수했던 이만섭을 김재규는 좋아했다고 한다. 이때의 인연이 훗날까지 이어져 어려운일이 있을 때 서로 의논하는 사이로 발전했다고 이만섭은 그의 저서 《516과 1026 박정희, 김재규 그리고 나》에서 밝히고 있다.
1951년에 연희대 정치외교학과에 진학하여 졸업한 후 동아일보에 입사하여 정치부 기자로 활약했다. 이후 동아일보 기자로 재직하며 주일 특파원과 주미 특파원 등으로 활동하였다.

## 정치입문

### 516 군사정변
5.16 군사 정변이 일어난 직후 발탁되어 1963년 10월에 공화당에 입당, 대선 후보 박정희의 지지 유세와 찬조연설을 다녔다. 그 해 11월에는 민주공화당 소속으로 제6대 국회의원에 비례대표로 당선되어 정계에 입문하였고, 그 후 제7·10대 국회의원에 당선되었다. 1968년에 개최된 국제의원연맹 제5차 총회에 한국 대표로 참석하였다.    

### 3선개헌

#### 대통령 독대
3선개헌에 대해 처음부터 정도(正道)가 아니라는 이유로 강하게 반대를 했다. 주변의 설득에도 불구하고 뜻을 굽히지 않자 1969년 6월 29일, 대통령의 호출을 받고 면담을 가진후에 박정희의 뜻이 완고함을 알고 생각을 바꾸었다. 2시간 30분간 이어진 면담에서 개헌반대 입장을 분명히 하며 박정희를 설득하려 시도했다. 419혁명으로 몰락한 이승만 정권의 예를 들어가며 직접 만든 헌법을 준수하여 평화적 정권이양이 순리임을 설명하였다. 후계자에게 물려주었다가 4년뒤에 재집권을 하는 방법등을 제시했으나 박정희의 개헌의지가 분명하여 설득에는 실패했다.

#### 선행조건 5가지
독대를 가진후 뜻을 바꾼 이만섭은 '3선개헌 선행조건' 5가지를 7월 29일, 비공개로 진행된 영빈관 의원총회에서 제안하였다. 이 제안은 의원총회에서 의결되어 공식입장으로 결정되었고 대통령에게 전달되었다.
- 첫째, 권력형 부정부패의 책임자 이후락, 김형욱은 그 책임을 지고 즉각 물러날 것.[11][12]
- 둘째, 중앙정보부는 대공사찰에만 전념하고 정치사찰은 일절 하지 말 것.
- 셋째, 당 체질을 명실 공히 창당이념에 맞도록 올바르게 개혁할 것.
- 넷째, 국민투표는 지는 한이 있더라도 공명정대하게 실시할 것.
- 다섯째, 권오병 문교부 장관 불신임 파동때 제명당한 예춘호, 양순직, 박종태, 정태성, 김달수 등 제명의원 5면을 복당시킬 것.[13]

#### 암살 위기
의원총회를 도청하여 이 소식을 접한 김형욱은 분노하며 이만섭 암살지령을 중정 간부에게 내렸다. 다행히도 암살제보를 김성곤 의원이 접하고 뒤늦게 박정희에게 이 사실을 알렸으며 박정희가 개입하면서 암살시도는 제지당했다.
박정희는 이만섭의 제안에 대해  처음에는 거부했으나 3선개헌이 필요했기에 여당 내 반발을 무마시키기 위해서 이를 수용하는쪽으로 돌아섰다. 야당의 극렬한 반대, 전국적으로 확산된 개헌반대 시위, 1968년 5월에 터진 '국민복지회 사건', 1969년 4.8 항명사건 등으로 많은 혼란을 거쳤으나 3선개헌은 날치기 통과되었다. 1969년 10월 17일에 국민투표로 3선개헌이 확정되자, 3일후인 10월 20일에 전격적으로 이후락과 김형욱은 경질되었다. 이후 김형욱은 몰락하여 미국으로 망명했으나 이후락은 1년만에 정권실세로 복귀하였다.

### 신군부 시절
1979년 제10대 총선에서 대구시 중구·서구·북구에서 당선되었고 그해 민주공화당의 당무위원이 되었다. 1980년 민주공화당이 신군부에 의해 강제로 해산당하자 과거 민주공화당 출신과 유신정우회 출신 인사들을 주축으로 한 한국국민당의 창당에 참여하였다. 제11·12대 국회의원에 연속으로 당선되었고 1985년에 한국국민당의 총재를 지냈다.
하지만 한국국민당은 1987년 10월부터 소속 의원들이 대거 탈당하여 신민주공화당에 입당하며 점차 와해되기 시작했고 다음 해 제13대 총선에서 본인을 비롯하여 모두 낙마하였다. 이후 3당합당으로 탄생한 민주자유당에 합류하였고 이후 제14대 국회의원에 당선되어 국회의장을 지내기도 하였으며, 그 후 민자당의 상임고문을 거쳐 신한국당의 제15대 국회의원으로 다시 당선되었다.

### 국민신당
신한국당의 총재서리로 임명되었고, 1997년에 이인제를 지지하면서 신한국당을 탈당하고 국민신당의 총재가 되었으며, 김대중의 새정치국민회의와 합당을 추진하고 새정치국민회의 총재권한대행을 지내기도 했다.
그 뒤 새천년민주당 창당준비위원장을 지냈고, 창당 후 새천년민주당 소속으로 제16대 국회의원에 당선되어 다시 국회의장을 지냈다. 이 시기부터 국회법이 개정되어 국회의장은 당적을 가질 수 없게 되었으며 이만섭은 최초로 무당적 국회의장이 되었고 이는 현재에 이르고 있다. 

### 말년과 사망
2004년 제17대 총선 불출마를 선언하고 정계를 은퇴하였다. 그 이후로 11년이 지난 2015년 3월부터는 새정치민주연합 고문 겸 당무위원 등을 지냈으며, 2015년 12월 14일에 향년 84세의 나이로 타계하였다.

## 비판
8선 국회의원을 지냈으나 이 중 4번은 전국구로 당선되었고, 3번은 2명의 국회의원을 선출하는 중대선거구 제도로 당선되었으며, 3번의 중대선거구 당선 중 2번은 2위로 당선되었다. 즉 8번의 국회의원 당선 중 대부분은 유권자의 직접적인 정치적 의사를 반영하지 않은 결과로, 전국구 및 중대선거구의 문제점을 지적할 때 이만섭의 사례가 인용되기도 하였다.

## 저서
- 《혈육을 만나게 하자》
- 《제2의 정치인》
- 《증언대》
- 《불꺼지지 않는 의사당》
- 《날치기는 없다》
- 《의회외교실록》
- 《정치는 가슴으로》
- 《516과 1026 박정희, 김재규 그리고 나》

## 상훈
- 2011년 제3회 대한민국 법률대상 입법부문 수상
- 2011년 제6회 자랑스러운 한국인상
- 대한민국 국민훈장 무궁화장
- 헝가리 공화국 십자대훈장

## 학력
- 1944년 수창공립보통학교 졸업
- 1950년 대륜중학교 졸업
- 1955년 연희대학교 정치외교학 학사

### 명예 박사 학위
- 1989년 연세대학교 명예정치학 박사

## 이만섭을 연기한 배우
- 박칠용 - 1989년(제2공화국), MBC 드라마
- 김봉근 - 1993년(제3공화국), MBC 드라마
- 한규희 - 1995년(제4공화국), MBC 드라마
- 김봉근 - 1998년(삼김시대), SBS 드라마
- 정국진 - 2003년(야인시대), SBS 드라마
- 오협 - 2005년(영웅시대), MBC 드라마

## 역대 선거 결과
|  | 33.5% |

|  | 50.62% |

|  | 41.52% |

|  | 24.83% |

|  | 30.99% |

|  | 23.42% |

|  | 33.04% |

|  | 38.5% |

|  | 34.5% |

|  | 35.9% |

## 소속 정당
| 소속 정당 | 소속 정당      | 소속 기간 | 비고           |
| --------- | -------------- | --------- | -------------- |
|           | 무소속         | 1960~1963 | 정계 입문      |
|           | 민주공화당     | 1963~1980 | 창당           |
|           | 무소속         | 1980~1981 | 정당 해산      |
|           | 한국국민당     | 1981~1988 | 창당           |
|           | 무소속         | 1988~1992 | 정당 해산      |
|           | 민주자유당     | 1992~1995 | 입당           |
|           | 신한국당       | 1995~1997 | 당명 변경      |
|           | 무소속         | 1997      | 탈당           |
|           | 국민신당       | 1997~1998 | 창당           |
|           | 새정치국민회의 | 1998~2000 | 합당           |
|           | 새천년민주당   | 2000~2002 | 합당           |
|           | 무소속         | 2002      | 탈당           |
|           | 새천년민주당   | 2002~2005 | 복당 정계 은퇴 |
|           | 민주당         | 2005~2006 | 당명 변경      |
|           | 무소속         | 2006~2015 | 탈당 사망      |

## 같이 보기
- 대한민국 제6대 국회의원 선거 민주공화당 후보 목록#전국구
- 대구시 중구
- 대구시 중구·서구·북구
- 대구시 중구·서구
- 중구·서구
- 대구 중구의 국회의원
- 대구 서구의 국회의원
- 대구 북구의 국회의원
- 대한민국 제14대 국회의원 선거 민주자유당 후보 목록#전국구
- 대한민국 제15대 국회의원 선거 신한국당 후보 목록#전국구
- 대한민국 제16대 국회의원 선거 새천년민주당 후보 목록#비례대표
- 대한민국의 국회의장

## 가족 관계
- 배우자 : 한윤복
  - 아들 : 이승민, 이승욱
  - 딸 : 이승희, 이승인